# كونار إفريقي
كونار أفريقي (الاسم العلمي:Connarus africanus) هو نوع من النباتات يتبع جنس الكونار من الفصيلة الكونارية.